# 紐夫萊大區
紐夫萊大區（西班牙語：Región de Ñuble，發音：[ˈɲuβle]）是智利編號爲XVI的大區，2018年由紐夫萊省升格創設，下分伊塔塔、迪吉因、普尼亞三省。